# Поселення Чортків III
Поселення Чортків III — щойно виявлена пам'ятка археології в Чорткові Тернопільської області. Розташована в північно-західні околиці міста, вул. Вільшана, І—ІІ надзаплавні тераси безіменного потічка.
Внесено до Переліку щойно виявлених об'єктів культурної спадщини (охоронний номер 1642).

## Відомості
У 2008 р. поселення обстежували працівники Тернопільської обласної інспекції охорони пам’яток А.Буда, О. Дерех, М. Ягодинська та Б.Строцень. Під час обстеження пам’ятки виявлено старожитності трипільської та Ноа культур.